# Süper Lig de 2020–21
A Süper Lig de 2020–21 (também conhecida como Emre Gönlüşen Sezonu) foi a 63ª temporada do Campeonato Turco de Futebol. O Beşiktaş sagrou-se campeão nacional pela 16ª vez em sua história após vencer uma disputa bastante renhida contra o vice-campeão Galatasaray, que foi decidida somente pelo saldo de gols, já que ambos os clubes terminaram a competição empatados tanto em número de pontos obtidos quanto em número de vitórias conquistadas.
A artilharia do campeonato, por sua vez, ficou a cargo do futebolista gabonês Aaron Boupendza, que nesta temporada atuou pelo Hatayspor, onde terminou a competição marcando 22 gols.

## Homenagem
Em 12 de agosto de 2020, ainda durante o período de pré-temporada, a Federação Turca de Futebol decidiu mediante alteração da logomarca oficial da competição render homenagem oficial à Emre Gönlüşen, famoso locutor esportivo e apresentador de televisão turco que trabalhou por anos em diversos veículos da imprensa esportiva local, falecido aos 42 anos, vítima de câncer.

## Participantes
Um total de 21 equipes disputaram a competição, dentre elas as mesmas 18 equipes que disputaram a temporada passada, já que excepcionalmente o sistema de descensos do campeonato foi suspenso após petição dos clubes junto à Federação Turca de Futebol, que acatou o pedido.
No entanto, o sistema de acessos manteve-se em vigor sem alterações, de modo que as 3 equipes promovidas da TFF 1. Lig para a Süper Lig (o campeão Hatayspor, o vice-campeão Erzurumspor e o vencedor do playoff de acesso Karagümrük) participaram normalmente.
Ao final dessa temporada, as 4 equipes com as piores campanhas foram rebaixadas para a Segunda Divisão Turca.
| Clube            | Técnico           | Capitão            | Estádio                                  | Capacidade | Material Esportivo | Patrocinador              |
| ---------------- | ----------------- | ------------------ | ---------------------------------------- | ---------- | ------------------ | ------------------------- |
| Alanyaspor       | Çağdaş Atan       | Efecan Karaca      | Estádio do Colégio Bahçeşehir            | 10 842     | Uhlsport           | TAV Airports              |
| Ankaragücü       | Fuat Çapa         | Korcan Çelikay     | Estádio de Eryaman                       | 20 560     | Nike               | Belka                     |
| Antalyaspor      | Tamer Tuna        | Hakan Özmert       | Estádio de Antália                       | 32 539     | Kappa              | Regnum Carya              |
| Başakşehir       | Okan Buruk        | Mahmut Tekdemir    | Estádio Fatih Terim de Başakşehir        | 17 319     | Macron             | Decovita                  |
| Beşiktaş         | Sergen Yalçın     | Atiba Hutchinson   | Vodafone Park                            | 41 903     | Adidas             | Beko                      |
| Denizlispor      | Robert Prosinečki | Hugo Rodallega     | Estádio Atatürk de Denizli               | 18 745     | Nike               | Yukatel                   |
| Erzurumspor      | Mehmet Özdilek    | İbrahim Akdağ      | Estádio Kâzım Karabekir                  | 23 277     | Puma               | Mahmood Coffee            |
| Fenerbahçe       | Erol Bulut        | Gökhan Gönül       | Estádio Şükrü Saraçoğlu                  | 50 509     | Adidas             | Avis                      |
| Galatasaray      | Fatih Terim       | Fernando Muslera   | Complexo Esportivo Ali Sami Yen          | 52 280     | Nike               | Sixt                      |
| Gaziantep        | Marius Șumudică   | Günay Güvenç       | Estádio de Gaziantepe                    | 35 574     | Nike               | Maisonette                |
| Gençlerbirliği   | Márcio Nobre      | Stéphane Sessègnon | Estádio de Eryaman                       | 20 560     | Macron             | Skyline Tower             |
| Göztepe          | İlhan Palut       | Halil Akbunar      | Estádio Gürsel Aksel                     | 20 035     | Puma               | Türkerler                 |
| Hatayspor        | Ömer Erdoğan      | Mesut Çaytemel     | Antakya Atatürk Stadyumu                 | 8 765      | Nike               | Concorde Hotels & Resorts |
| Karagümrük       | Şenol Can         | Alparslan Erdem    | Estádio Olímpico Atatürk                 | 75 145     | Wulfz              | Bayramoğlu Holding        |
| Kasımpaşa        | Mehmet Altıparmak | Ramazan Köse       | Estádio Recep Tayyip Erdoğan             | 14 234     | Nike               | Ciner Group               |
| Kayserispor      | Bayram Bektaş     | Cristian Săpunaru  | Estádio Kadir Has                        | 32 864     | Nike               | İstikbal                  |
| Konyaspor        | İsmail Kartal     | Ömer Ali Şahiner   | Estádio Municipal Metropolitano de Cônia | 41 981     | Lotto              | Spor Toto                 |
| Rizespor         | Stjepan Tomas     | Orhan Ovacıklı     | Novo Estádio Municipal de Rize           | 15 558     | Nike               | Çaykur                    |
| Sivasspor        | Rıza Çalımbay     | Ziya Erdal         | Novo Estádio 4 de Setembro de Sivas      | 27 532     | Puma               | Demir İnşaat              |
| Trabzonspor      | Eddie Newton      | João Pereira       | Estádio Şenol Güneş                      | 41 461     | Macron             | Vestel                    |
| Yeni Malatyaspor | Hamza Hamzaoğlu   | Adem Büyük         | Novo Estádio de Malatya                  | 27 044     | Macron             | Medicana                  |

## Trocas de Técnico
| Equipe           | Treinador no cargo | Modo de Dispensa  | Data de Saída           | Posição | Substituído por   | Contratado em           |
| ---------------- | ------------------ | ----------------- | ----------------------- | ------- | ----------------- | ----------------------- |
| Antalyaspor      | Tamer Tuna         | Rescisão amigável | 29 de outubro de 2020   | 7º      | Ersun Yanal       | 11 de novembro de 2020  |
| Trabzonspor      | Eddie Newton       | Rescisão amigável | 31 de outubro de 2020   | 19º     | Abdullah Avcı     | 10 de novembro de 2020  |
| Kayserispor      | Bayram Bektaş      | Rescisão amigável | 1º de novembro de 2020  | 17º     | Samet Aybaba      | 11 de novembro de 2020  |
| Kasımpaşa        | Mehmet Altıparmak  | Rescisão amigável | 2 de novembro de 2020   | 6º      | İrfan Buz         | 13 de novembro de 2020  |
| Gençlerbirliği   | Márcio Nobre       | Rescisão amigável | 10 de novembro de 2020  | 19º     | Mustafa Kaplan    | 14 de novembro de 2020  |
| Ankaragücü       | Fuat Çapa          | Rescisão amigável | 22 de novembro de 2020  | 21º     | Mustafa Dalci     | 26 de novembro de 2020  |
| Denizlispor      | Robert Prosinečki  | Rescisão amigável | 25 de novembro de 2020  | 20º     | Yalçın Koşukavak  | 1º de dezembro de 2020  |
| Kasımpaşa        | İrfan Buz          | Pediu demissão    | 27 de novembro de 2020  | 10º     | Fuat Çapa         | 28 de novembro de 2020  |
| Erzurumspor      | Mehmet Özdilek     | Rescisão amigável | 30 de novembro de 2020  | 17º     | Hüseyin Çimşir    | 2 de dezembro de 2020   |
| Erzurumspor      | Hüseyin Çimşir     | Rescisão amigável | 21 de dezembro de 2020  | 21º     | Mesut Bakkal      | 25 de dezembro de 2020  |
| Kayserispor      | Samet Aybaba       | Rescisão amigável | 4 de janeiro de 2021    | 21º     | Dan Petrescu      | 10 de janeiro de 2021   |
| Göztepe          | İlhan Palut        | Pediu demissão    | 10 de janeiro de 2021   | 14º     | Ünal Karaman      | 20 de janeiro de 2021   |
| Gaziantep        | Marius Șumudică    | Rescisão amigável | 10 de janeiro de 2021   | 4º      | Sá Pinto          | 20 de janeiro de 2021   |
| Rizespor         | Stjepan Tomas      | Rescisão amigável | 19 de janeiro de 2021   | 16º     | Marius Șumudică   | 25 de janeiro de 2021   |
| Denizlispor      | Yalçın Koşukavak   | Pediu demissão    | 28 de janeiro de 2021   | 21º     | Hakan Kutlu       | 29 de janeiro de 2021   |
| Başakşehir       | Okan Buruk         | Rescisão amigável | 29 de janeiro de 2021   | 15º     | Aykut Kocaman     | 1º de fevereiro de 2021 |
| Gençlerbirliği   | Mustafa Kaplan     | Pediu demissão    | 31 de janeiro de 2021   | 19º     | Mehmet Altıparmak | 31 de janeiro de 2021   |
| Konyaspor        | İsmail Kartal      | Rescisão amigável | 8 de fevereiro de 2021  | 15º     | İlhan Palut       | 9 de fevereiro de 2021  |
| Ankaragücü       | Mustafa Dalci      | Rescisão amigável | 9 de fevereiro de 2021  | 20º     | Hikmet Karaman    | 10 de fevereiro de 2021 |
| Yeni Malatyaspor | Hamza Hamzaoğlu    | Rescisão amigável | 21 de fevereiro de 2021 | 11º     | İrfan Buz         | 11 de março de 2021     |
| Kayserispor      | Dan Petrescu       | Rescisão amigável | 23 de fevereiro de 2021 | 16º     | Hamza Hamzaoğlu   | 20 de março de 2021     |
| Rizespor         | Marius Șumudică    | Rescisão amigável | 3 de março de 2021      | 16º     | Bülent Uygun      | 7 de março de 2021      |
| Gençlerbirliği   | Mehmet Altıparmak  | Rescisão amigável | 9 de março de 2021      | 21º     | Özcan Bizati      | 11 de março de 2021     |
| Karagümrük       | Şenol Can          | Rescisão amigável | 15 de março de 2021     | 8º      | Francesco Farioli | 21 de março de 2021     |
| Erzurumspor      | Mesut Bakkal       | Rescisão amigável | 21 de março de 2021     | 19º     | İsmail Kartal     | 23 de março de 2021     |
| Kasımpaşa        | Fuat Çapa          | Rescisão amigável | 22 de março de 2021     | 15º     | Şenol Can         | 24 de março de 2021     |
| Fenerbahçe       | Erol Bulut         | Rescisão amigável | 25 de março de 2021     | 3º      | Emre Belözoğlu    | 25 de março de 2021     |
| Erzurumspor      | İsmail Kartal      | Pediu demissão    | 28 de março de 2021     | 19º     | Yılmaz Vural      | 29 de março de 2021     |
| Denizlispor      | Hakan Kutlu        | Pediu demissão    | 18 de abril de 2021     | 21º     | Ali Tandoğan      | 19 de abril de 2021     |
| Kayserispor      | Hamza Hamzaoğlu    | Rescisão amigável | 25 de abril de 2021     | 19º     | Yalçın Koşukavak  | 26 de abril de 2021     |

## Classificação Geral
Atualizado em 15 de maio de 2021
| Campeão Turco 2020–21  |
| ---------------------- |
| Beşiktaş (16.º título) |

## Resultados
| Mandante \ Visitante | ALA | AGÜ | ANT | BAȘ | BJK | DEN | EBB | FNB | GAL | GFK | GEN | GÖZ | HTY | KAR | KAS | KAY | KON | RİZ | SİV | TRA | YMS |
| -------------------- | --- | --- | --- | --- | --- | --- | --- | --- | --- | --- | --- | --- | --- | --- | --- | --- | --- | --- | --- | --- | --- |
| Alanyaspor           | —   | 4–3 | 4–0 | 3–0 | 2–1 | 3–2 | 2–3 | 0–0 | 0–1 | 3–2 | 1–2 | 1–1 | 6–0 | 2–0 | 1–2 | 2–0 | 1–0 | 2–1 | 3–1 | 1–1 | 1–1 |
| Ankaragücü           | 0–1 | —   | 1–0 | 1–2 | 0–1 | 1–1 | 1–2 | 1–2 | 2–1 | 0–1 | 2–1 | 3–0 | 2–0 | 2–2 | 1–0 | 0–1 | 4–3 | 1–1 | 1–4 | 0–1 | 3–1 |
| Antalyaspor          | 0–2 | 1–0 | —   | 0–0 | 1–1 | 1–0 | 3–1 | 1–2 | 0–1 | 1–1 | 2–0 | 2–3 | 0–6 | 3–1 | 1–1 | 2–0 | 0–0 | 2–3 | 2–4 | 1–1 | 1–1 |
| Başakşehir           | 0–0 | 2–1 | 5–1 | —   | 2–3 | 3–3 | 1–0 | 1–2 | 0–2 | 1–2 | 2–1 | 0–0 | 1–5 | 0–1 | 2–2 | 0–0 | 1–1 | 1–1 | 1–1 | 0–1 | 3–1 |
| Beşiktaş             | 3–0 | 2–2 | 1–1 | 3–2 | —   | 3–0 | 4–0 | 1–1 | 2–0 | 2–1 | 0–1 | 2–1 | 7–0 | 1–2 | 3–0 | 3–1 | 1–0 | 6–0 | 3–0 | 1–2 | 1–0 |
| Denizlispor          | 1–0 | 1–2 | 1–1 | 0–0 | 2–3 | —   | 2–3 | 0–2 | 1–4 | 0–1 | 1–0 | 2–1 | 0–2 | 1–2 | 1–1 | 0–1 | 0–0 | 0–1 | 1–1 | 0–0 | 3–2 |
| Erzurumspor          | 1–1 | 1–0 | 2–2 | 1–2 | 2–4 | 1–2 | —   | 0–3 | 1–2 | 1–1 | 0–1 | 1–1 | 1–3 | 2–2 | 0–1 | 1–1 | 1–2 | 0–0 | 1–2 | 0–0 | 1–0 |
| Fenerbahçe           | 2–1 | 3–1 | 1–1 | 4–1 | 3–4 | 1–0 | 3–1 | —   | 0–1 | 3–1 | 1–2 | 0–1 | 0–0 | 2–1 | 3–2 | 3–0 | 0–2 | 1–0 | 1–2 | 3–1 | 0–3 |
| Galatasaray          | 1–2 | 1–0 | 0–0 | 3–0 | 3–1 | 6–1 | 2–0 | 0–0 | —   | 3–1 | 6–0 | 3–1 | 3–0 | 1–1 | 2–1 | 1–1 | 1–0 | 3–4 | 2–2 | 1–1 | 3–1 |
| Gaziantep            | 3–1 | 2–0 | 0–0 | 2–0 | 3–1 | 2–0 | 2–3 | 3–1 | 1–2 | —   | 2–1 | 2–0 | 1–1 | 2–2 | 2–2 | 2–1 | 1–0 | 4–5 | 0–1 | 1–1 | 2–2 |
| Gençlerbirliği       | 2–1 | 1–1 | 0–1 | 0–1 | 0–3 | 1–2 | 1–1 | 1–5 | 0–2 | 1–1 | —   | 5–3 | 3–1 | 1–3 | 2–1 | 3–2 | 0–0 | 2–1 | 2–3 | 1–2 | 1–1 |
| Göztepe              | 1–0 | 3–1 | 0–1 | 2–1 | 1–2 | 5–1 | 3–1 | 2–3 | 1–3 | 2–2 | 4–0 | —   | 0–1 | 1–1 | 1–0 | 1–1 | 0–1 | 2–0 | 3–5 | 1–1 | 2–2 |
| Hatayspor            | 0–0 | 4–1 | 3–2 | 2–0 | 2–2 | 1–0 | 3–0 | 1–2 | 3–0 | 0–1 | 3–1 | 2–3 | —   | 3–1 | 1–0 | 1–3 | 2–1 | 2–2 | 1–1 | 0–1 | 1–2 |
| Karagümrük           | 2–0 | 0–1 | 2–2 | 2–0 | 1–4 | 5–1 | 5–1 | 1–2 | 2–1 | 2–0 | 5–1 | 1–1 | 1–0 | —   | 1–1 | 3–0 | 2–1 | 2–1 | 1–1 | 1–2 | 3–0 |
| Kasımpaşa            | 3–0 | 3–1 | 2–2 | 0–1 | 1–0 | 3–2 | 1–2 | 0–3 | 1–0 | 0–4 | 2–0 | 0–0 | 1–4 | 3–2 | —   | 0–1 | 1–1 | 2–0 | 2–0 | 1–2 | 0–0 |
| Kayserispor          | 1–1 | 0–0 | 0–1 | 2–0 | 0–2 | 6–3 | 1–3 | 1–2 | 0–3 | 0–0 | 2–2 | 1–1 | 0–1 | 0–0 | 1–0 | —   | 1–2 | 2–1 | 1–3 | 0–0 | 1–0 |
| Konyaspor            | 1–0 | 1–1 | 0–0 | 1–2 | 4–1 | 2–0 | 2–0 | 0–3 | 4–3 | 0–0 | 0–0 | 2–3 | 0–0 | 5–1 | 2–1 | 0–0 | —   | 1–1 | 0–1 | 1–1 | 1–1 |
| Rizespor             | 1–1 | 5–3 | 2–1 | 0–2 | 2–3 | 1–1 | 0–2 | 1–2 | 0–4 | 3–0 | 1–1 | 3–2 | 1–0 | 0–0 | 1–1 | 1–0 | 5–3 | —   | 0–0 | 0–0 | 0–4 |
| Sivasspor            | 0–2 | 0–0 | 0–0 | 0–0 | 0–0 | 2–2 | 0–0 | 1–1 | 1–2 | 2–1 | 3–1 | 0–1 | 1–1 | 1–0 | 2–1 | 2–0 | 3–1 | 0–2 | —   | 0–0 | 1–0 |
| Trabzonspor          | 1–3 | 4–1 | 2–1 | 0–2 | 1–3 | 1–0 | 1–0 | 0–1 | 0–2 | 1–0 | 2–1 | 1–0 | 1–1 | 2–0 | 3–4 | 1–1 | 3–1 | 2–1 | 1–1 | —   | 3–1 |
| Yeni Malatyaspor     | 1–0 | 2–1 | 1–0 | 1–1 | 0–1 | 2–0 | 1–3 | 1–1 | 0–1 | 2–2 | 2–1 | 1–1 | 1–1 | 0–0 | 2–0 | 1–1 | 2–3 | 4–1 | 2–2 | 0–2 | —   |

## Artilheiros
Atualizado em 15 de maio de 2021
| Pos. | Nome                 | Equipe                 | Gols |
| ---- | -------------------- | ---------------------- | ---- |
| 1    | Aaron Boupendza      | Hatayspor              | 22   |
| 2    | Cyle Larin           | Beşiktaş               | 19   |
| 2    | Mame Biram Diouf     | Hatayspor              | 19   |
| 4    | Adem Buyuk           | Yeni Malatyaspor       | 17   |
| 5    | Vincent Aboubakar    | Beşiktaş               | 15   |
| 5    | Alexandru Maxim      | Gaziantep              | 15   |
| 5    | Muhammet Demir       | Gaziantep              | 15   |
| 8    | Hugo Rodallega       | Denizlispor            | 14   |
| 9    | Anastasios Bakasetas | Alanyaspor Trabzonspor | 13   |
| 10   | Enner Valencia       | Fenerbahçe             | 12   |